# روي يياغر
روي يياغر (بالإنجليزية: Roy Yeager)‏ هو موسيقي أمريكي، ولد في 4 فبراير 1949 في غرينوود في الولايات المتحدة.